# Regió circumboreal

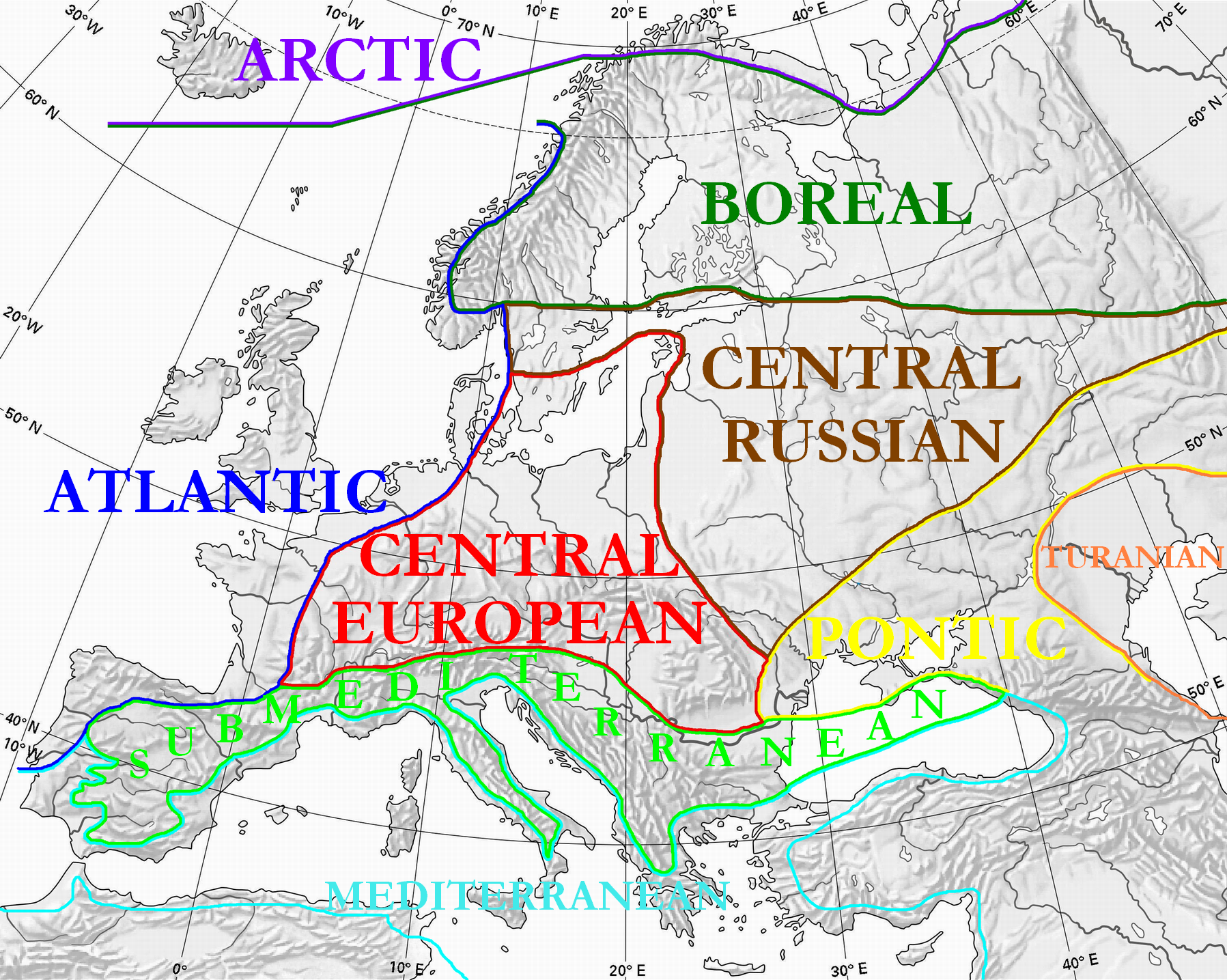
Regions florístiques a Europa segons Wolfgang Frey i Rainer Lösch

La Regió circumboreal és una regió florística dins del regne holàrtic a Euràsia i Amèrica del nord, està definida per botànics com Josias Braun-Blanquet i Armèn Takhtadjan. Per la seva superfície és la regió florística del món més gran, comprèn la majoria del Canadà, Alaska, Europa, Caucas i Rússia, com també el nord d'Anatòlia (com la part més al sud de la regió) i pats del nord de Nova Anglaterra, Michigan, i Minnesota. Molt geobotànics divideixen en dues regions les parts eurasiàtica i nord-americana. Tanmateix els continents comparteixen gran part de la seva flora boreal (per exemple, Betula nana, Alnus viridis, Vaccinium vitis-idaea, Arctostaphylos uva-ursi). La seva flora va quedar molt empobrida durant les glaciacions del Plistocè. La regió fa frontera amb la regió asiàtica oriental, regió atlàntica nord-americana, regió de les Muntanyes Rocoses, regió mediterrània i regió irano-turaniana.

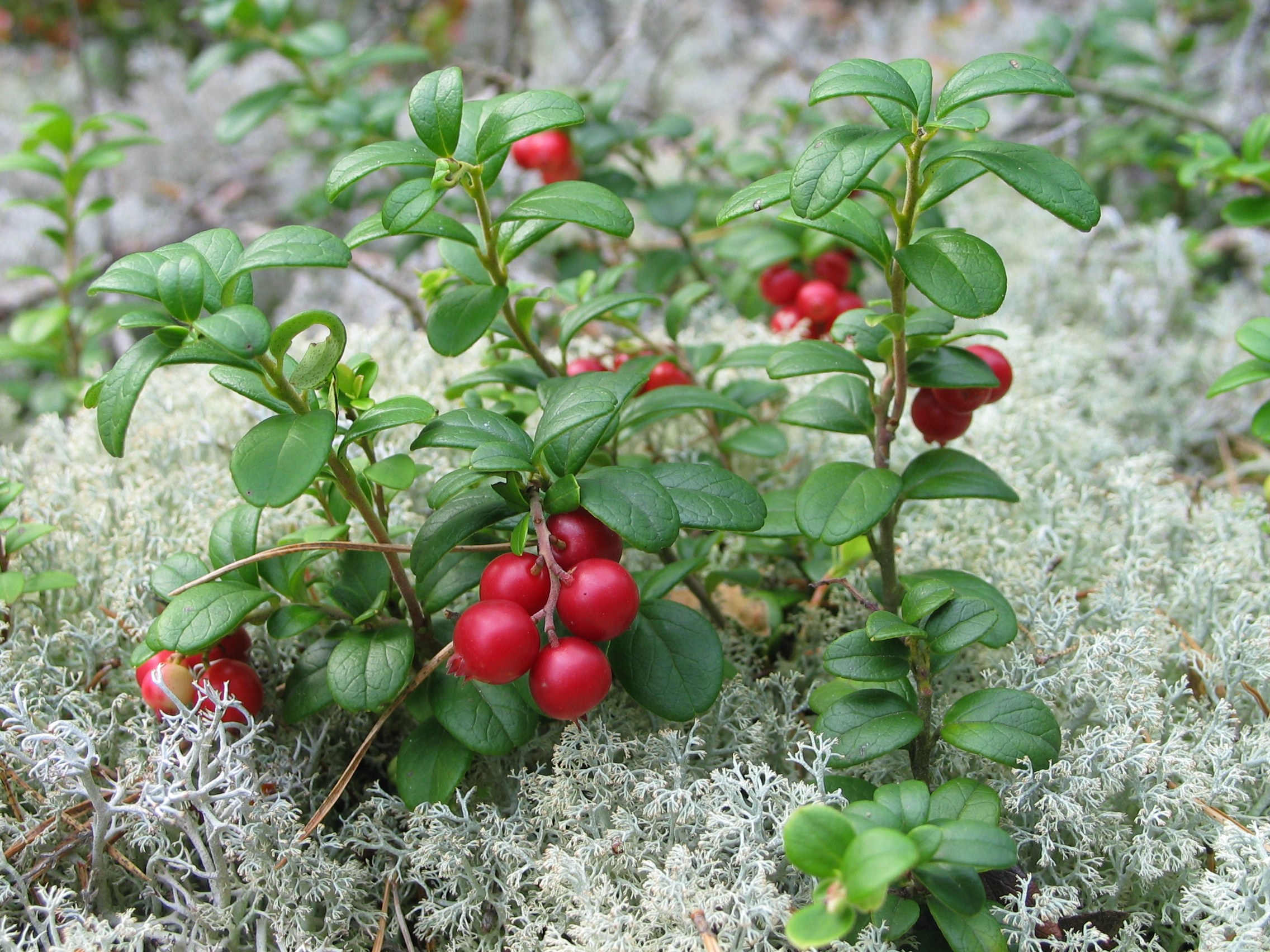
Vaccinium vitis-idaea

En la regió circumboreal no hi ha famílies endèmiques, però hi ha gèneres endèmics, com per exemple: Lunaria, Borodinia, Gorodkovia, Redowskia, Soldanella, Physospermum, Astrantia, Thorella, Pulmonaria, Erinus, Ramonda, Haberlea, Jankaea, Stratiotes, Telekia) i moltes espècies endèmiques especialment en les muntanyes.

## Províncies florístiques

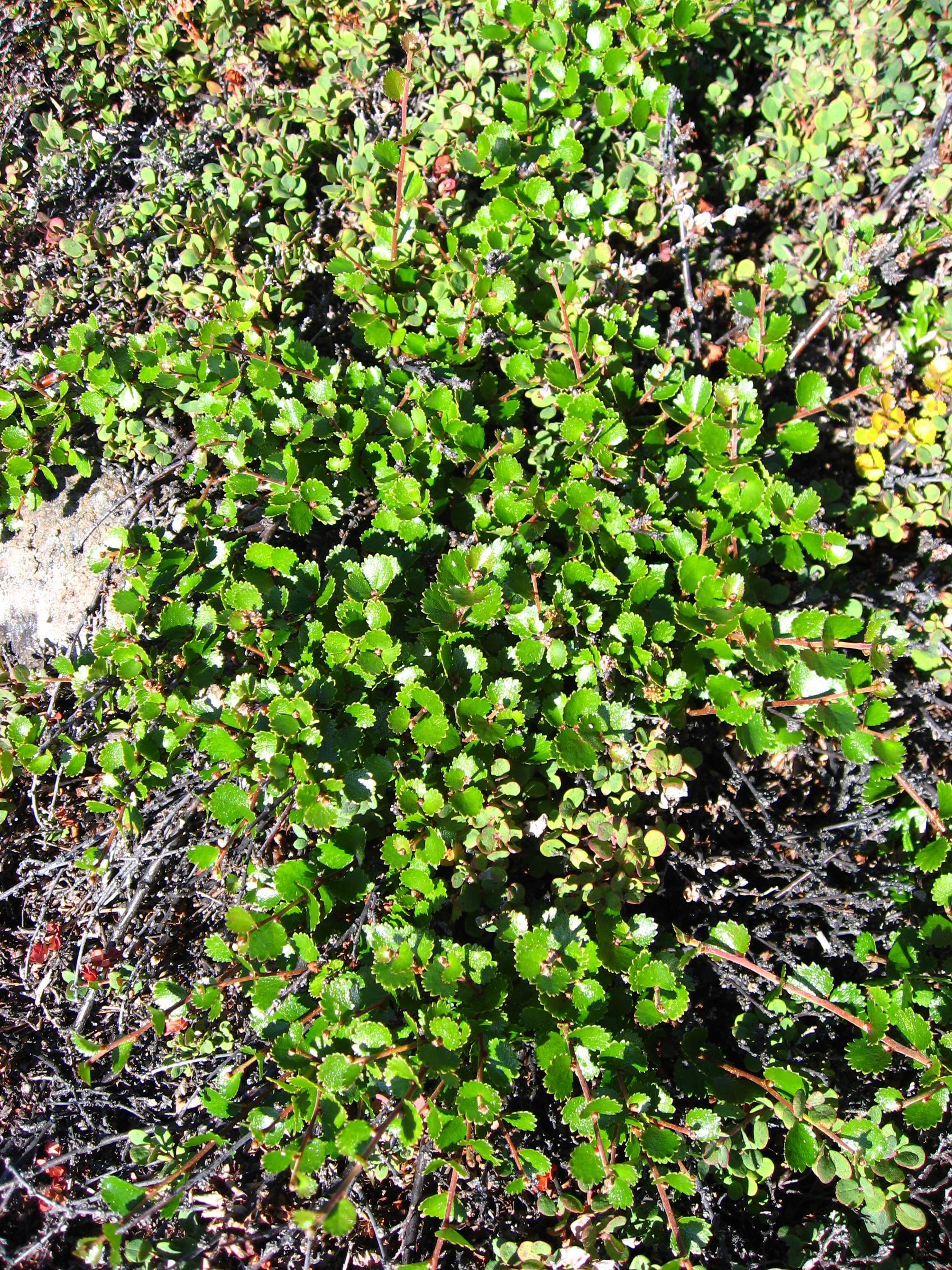
Betula nana a Groenlàndia

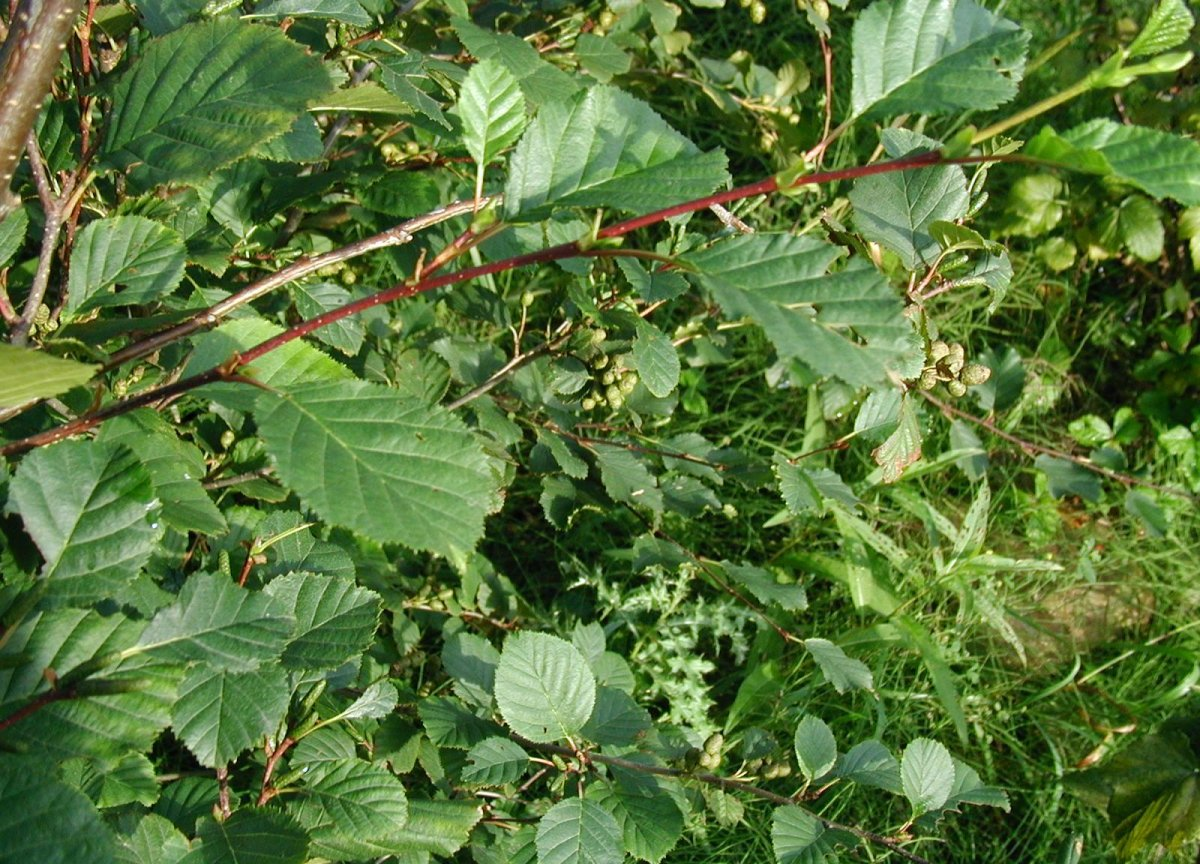
Alnus viridis

Està subdividida en un gran nombre de províncies florístiques. Segons la classificació de Takhtadjan són: Àrtica, Europea, Europea central, Il·liriana, Euxiniana, Caucasiana, Europea oriental, Europea boreal, Siberiana occidental, Altai-Sayan, Siberian central, Transbaikaliana, Siberiana nord-oriental, Okhotsk-Kamtchatkiana i Províncies canadianes.

## Bibliografia

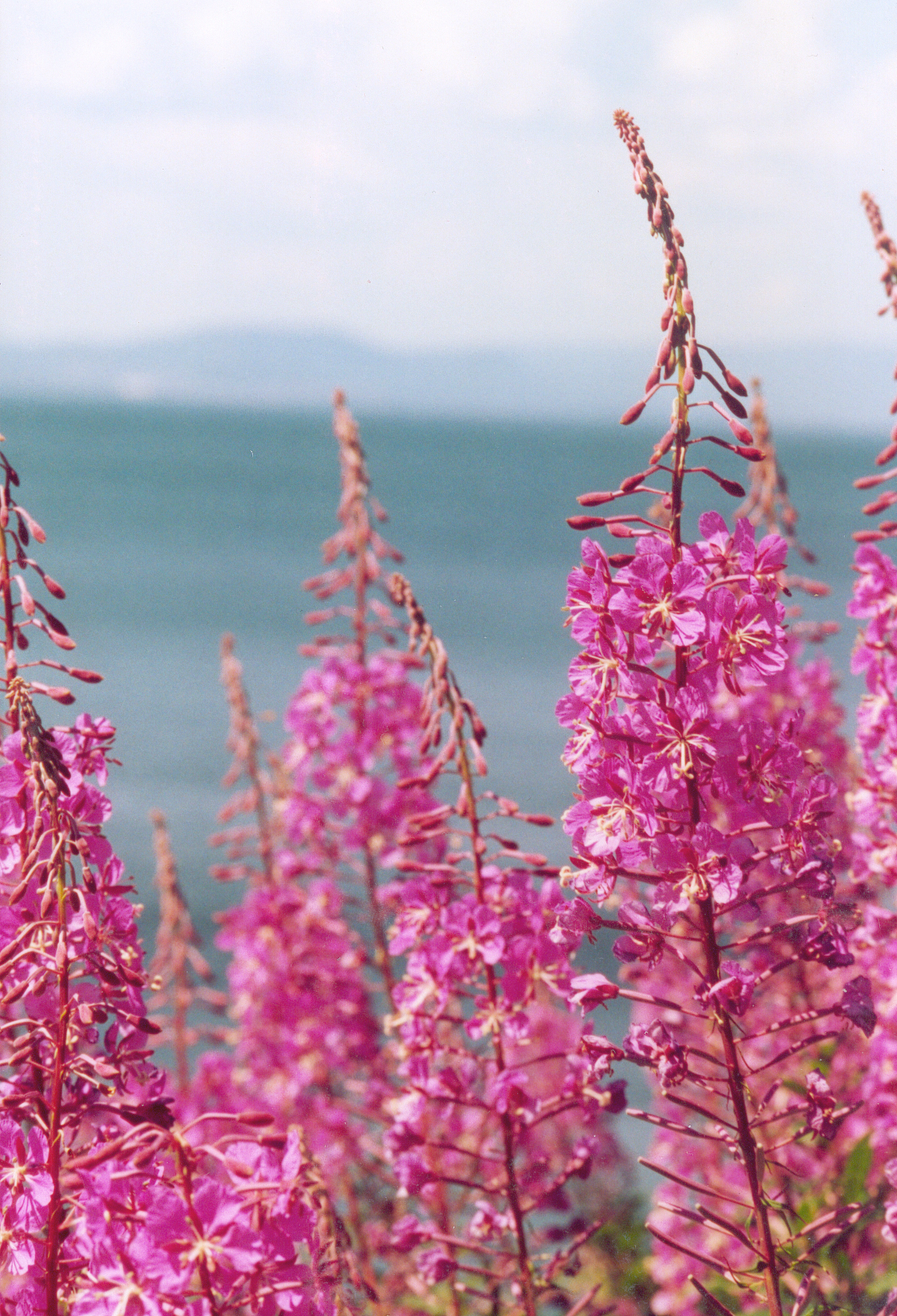
Epilobium angustifolium